# Pinggui
Pinggui (chinesisch 平桂区, Pinyin Píngguì Qū) ist ein chinesischer Stadtbezirk im Autonomen Gebiet Guangxi der Zhuang-Nationalität. Pinggui gehört zum Verwaltungsgebiet der bezirksfreien Stadt Hezhou. Er hat eine Fläche von 1.854 Quadratkilometern und zählt 415.800 Einwohner (Stand: Ende 2018).

## Administrative Gliederung
Auf Gemeindeebene setzt sich der Stadtbezirk aus einem Straßenviertel, sieben Großgemeinden und einer Gemeinden der Yao zusammen.